# Dolenja vas pri Črnomlju
Dolénja vás pri Črnómlju je naselje v Sloveniji.

## Geografija
Povprečna nadmorska višina naselja je  m.
Pomembnejše bližnje naselje je Črnomelj (2 km).
Naselje sestavljajo zaselki: Dolénja vás in Žágarce.